# Frans Lommen
Joseph Franciscus (Frans) Lommen (Roermond, 2 augustus 1921 - Breda 2005) was een Nederlands glasschilder en keramist. Hij werd opgeleid aan de Middelbare Kunstnijverheidsschool in Maastricht.
Frans Lommen werkte voor de Beeselse keramiekfabriek St. Joris, waar hij onder meer vazen beschilderde. Hij maakte voor de Terraco-producten van St. Joris unica, zoals vazen.
Er is een gebrandschilderd raam van Lommen in de Basiliek van de H.H. Wiro, Plechelmus en Otgerus van Sint Odiliënberg. 

## Werken
- Mariabeeld in de Mariakapel in 't Rooth
- Beeld D’n Uul Munsterplein Roermond.